# Bec-de-Mortagne
Bec-de-Mortagne ist eine französische Gemeinde mit 676 Einwohnern (Stand: 1. Januar 2022) im Département Seine-Maritime in der Region Normandie. Sie gehört zum Arrondissement  Le Havre und zum Kanton Saint-Romain-de-Colbosc (bis 2015: Kanton Goderville).

## Geographie
Bec-de-Mortagne liegt etwa 34 Kilometer nordöstlich von Le Havre in der Pays de Caux. Umgeben wird Bec-de-Mortagne von den Nachbargemeinden Contremoulins im Norden, Thiergeville im Nordosten, Daubeuf-Serville im Osten und Südosten, Annouville-Vilmesnil im Süden, Mentheville im Südwesten sowie Tourville-les-Ifs im Westen.

## Bevölkerungsentwicklung
| Jahr                      | 1962 | 1968 | 1975 | 1982 | 1990 | 1999 | 2006 | 2013 |
| Einwohner                 | 604  | 569  | 525  | 555  | 576  | 615  | 661  | 679  |
| Quelle: Cassini und INSEE |      |      |      |      |      |      |      |      |

## Sehenswürdigkeiten
- Kirche Saint-Martin aus dem 11. Jahrhundert
- Pfarrhaus aus dem 18. Jahrhundert
- Reste der mittelalterlichen Burg